# São Vicente (São Paulo)
São Vicente (amtlich portugiesisch Município de São Vicente) ist eine Großstadt im brasilianischen Bundesstaat São Paulo. 

## Lage
Der Ort befindet sich sowohl auf dem Festland als auch im Westen der gleichnamigen Insel, deren Ostteil wiederum Teil der Hafenstadt Santos ist. Auf einer Fläche von 148 km² lebten laut Schätzung zum 1. Juli 2021 370.839  Einwohner, die vicentinos (Vicentinoer) genannt werden. Seit 1914 sind Insel und Festland mit einer Brücke verbunden. São Vicente ist Teil der Metropolregion Baixada Santista. Sie liegt 70 km von der Hauptstadt São Paulo entfernt.

## Geschichte
Im Jahre 1532 erreichte der portugiesische Seefahrer Martim Afonso de Sousa die Gegend. Nachdem sein Flaggschiff am 8. Januar 1532 gesunken war, sichtete er am 20. Januar 1532 den Hafen der Insel São Vicente in der Höhe von Santos, um am 21. Januar 1532 die Segel zu setzen und an die Küste der Insel zu gelangen. Hier legte de Sousa am 22. Januar 1532 eine portugiesische Kolonie am „Sklavenhafen“ (portugiesisch Porto do Escravos) an und ließ 400 an Bord befindliche Siedler an Land. Damit wurde São Vicente die erste permanente portugiesische Siedlung in Südamerika und war wichtig für die Belieferung der Kolonie mit Sklaven. São Vicente hatte 1548 sechs Zuckermühlen und 3600 Einwohner, darunter 3000 Sklaven.
Heute erinnern aber nur noch sehr wenige historische Monumente an diese Vergangenheit.

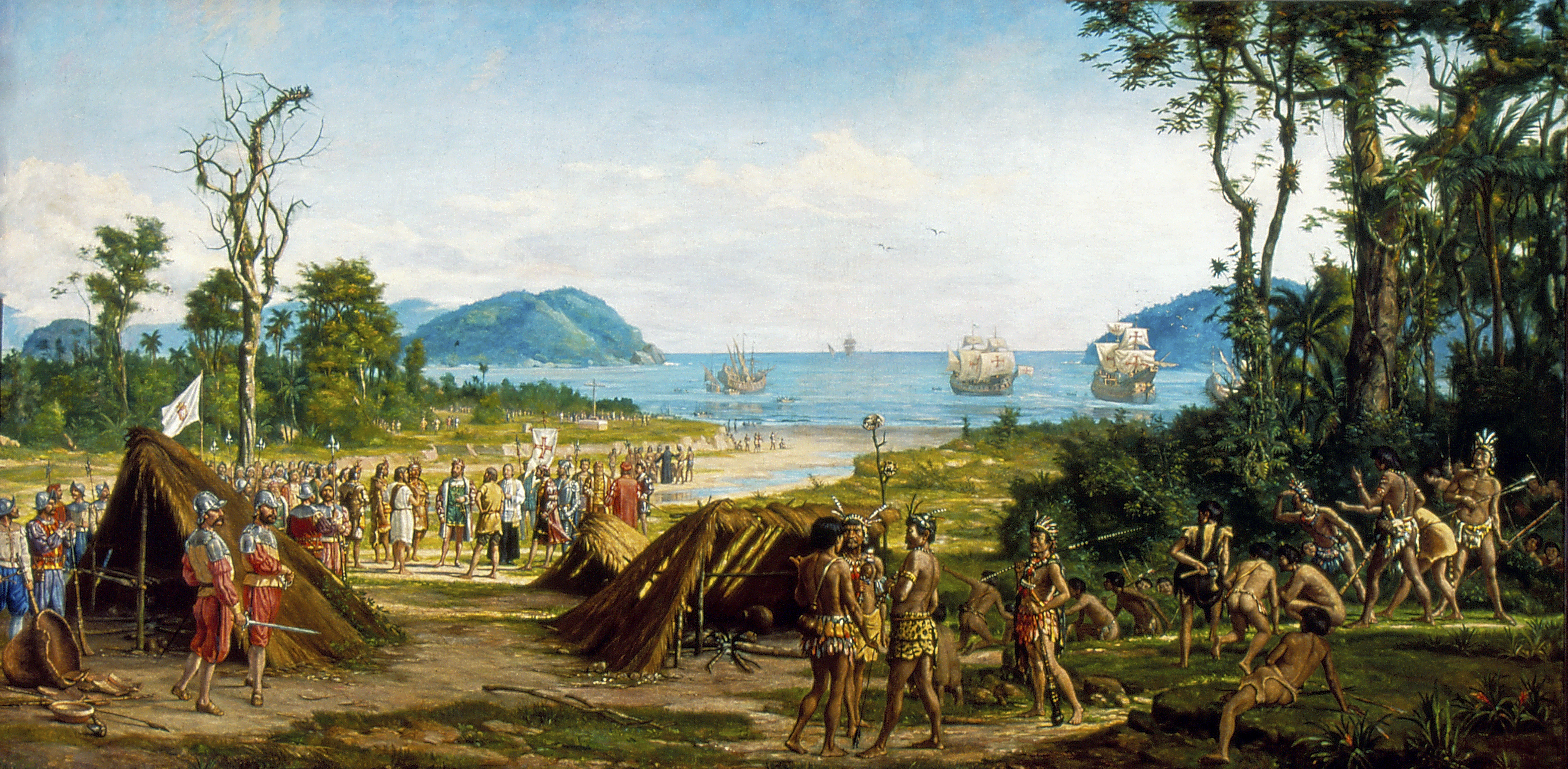
Historienbild Gründung von São Vicente von Benedito Calixto, Öl auf Leinwand, 1900
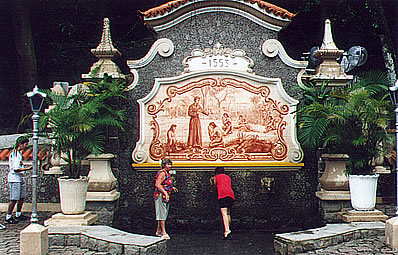
Historischer Brunnen Biquinha da Anchieta von 1553

## Wirtschaft
Die Stadt ist offiziell ein Badekurort (portugiesisch Estância Balneária). Die Wirtschaft des Ortes mit seinen fünf Stränden wird vom Tourismus bestimmt, wenngleich auch noch in kleinerem Maße Fischerei betrieben wird. Für viele in Santos beschäftigte Pendler dient São Vicente als Wohnort.

## Söhne und Töchter der Stadt
- Elisabeth Nobiling (1902–1975), Bildhauerin
- Wlamir Marques (1937–2025), Basketballspieler
- Reynaldo Güeldini (* 1954), Fußballspieler
- Jefferson de Oliveira Galvão (* 1983), Fußballtorwart
- Robinho (* 1984), Fußballspieler
- Marcelo Antônio Guedes Filho (* 1987), Fußballspieler
- Renato Carlos Martins Júnior (* 1987), Fußballspieler
- Vinicius José Ignácio (* 1991), Fußballspieler
- Caio César da Silva Silveira (* 1995), Fußballspieler
- Larissa Pimenta (* 1999), Judoka

## Zur Baixada Santista
| Gemeinden der Metropolregion Baixada Santista | Gemeinden der Metropolregion Baixada Santista | Gemeinden der Metropolregion Baixada Santista |
| --------------------------------------------- | --------------------------------------------- | --------------------------------------------- |
| - Bertioga - Cubatão - Guarujá                | - Itanhaém - Mongaguá - Peruíbe               | - Praia Grande - Santos - São Vicente         |